# Związek Kombatantów Rzeczypospolitej Polskiej i Byłych Więźniów Politycznych
Związek Kombatantów Rzeczypospolitej Polskiej i Byłych Więźniów Politycznych (ZKRPiBWP) – wielośrodowiskowa organizacja kombatancka, zrzeszająca obywateli polskich, którzy walczyli o wolność, suwerenność i niepodległość kraju w formacjach Wojska Polskiego, sojuszniczych armii państw koalicji antyhitlerowskiej, podziemnych organizacjach ruchu oporu oraz byłych więźniów hitlerowskich obozów koncentracyjnych i stalinowskich łagrów. Członek Światowej Federacji Kombatantów (FMAC).
Jest największą organizacją kombatancką w Polsce – według stanu na 31 grudnia 2018 zrzeszał 58999 członków, w tym 17227 weteranów (żołnierze walk frontowych i organizacji podziemnych ruchu oporu). Powstał w kwietniu 1990 roku w miejsce rozwiązanego Związku Bojowników o Wolność i Demokrację (ZBoWiD). Posiadanie uprawnień kombatanckich lub równorzędnych w rozumieniu obowiązującej ustawy o kombatantach oraz niektórych osobach będących ofiarami represji wojennych i okresu powojennego nie jest warunkiem koniecznym przynależności do Związku.
Siedziba Związku mieści się w Warszawie przy Alejach Ujazdowskich 6a w pałacu Rembielińskiego.
W 2010 organizacja została odznaczona Medalem Polonia Mater Nostra Est.

## Władze, struktura i siedziba ZKRPiBWP

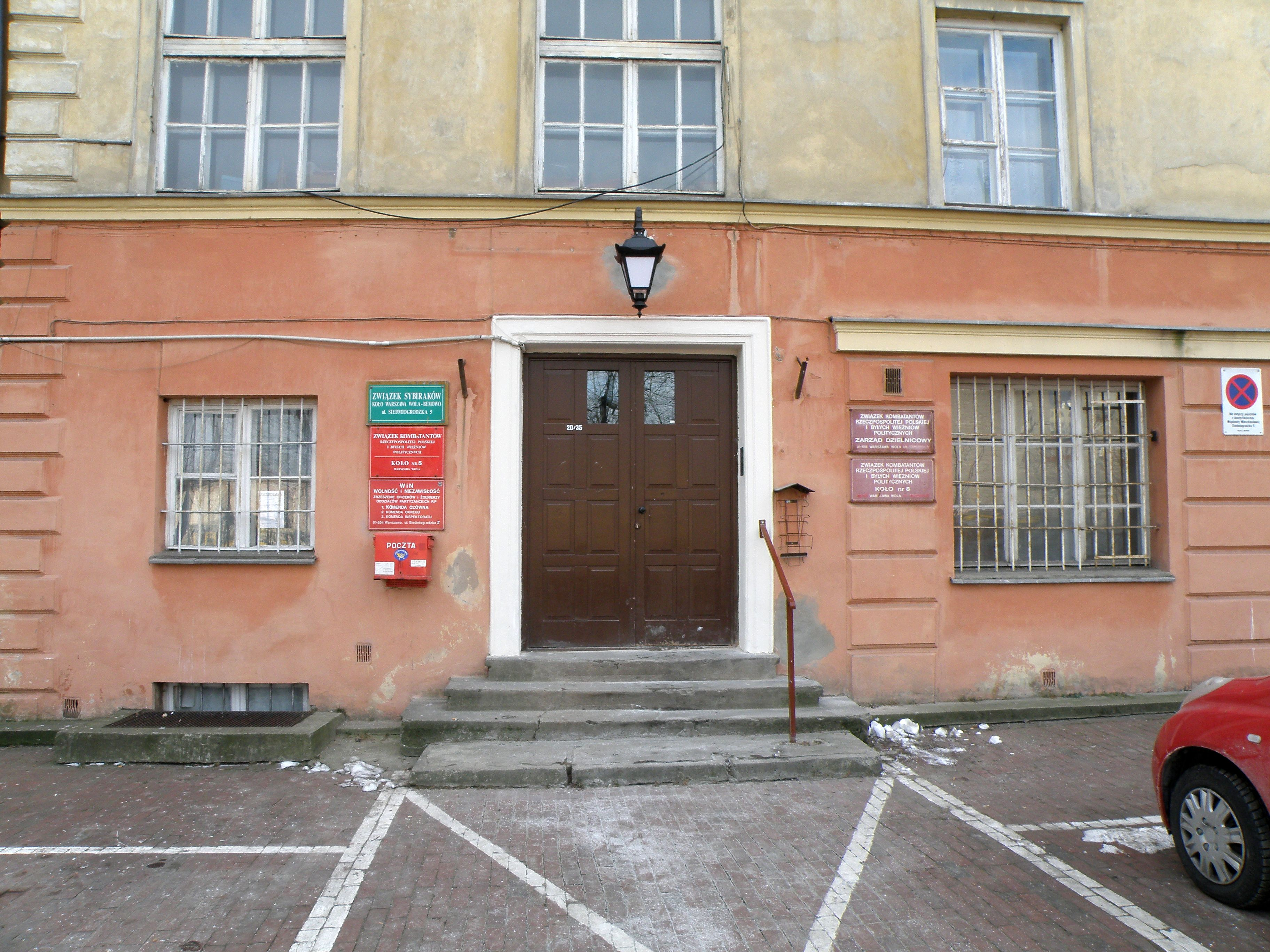
Siedziba Koła nr 5 Warszawa Wola

Pierwszym prezesem Zarządu Głównego Związku był gen. Józef Kamiński (1990–1999), kolejnym gen. dyw. Wacław Szklarski (1999-2007), w latach 2007–2014 prezesem był płk Henryk Strzelecki, w latach 2014–2018 prezesem był płk Ryszard Sobierajski. Od 2018 do śmierci w grudniu 2020 pracami Związku kierował Henryk L. Kalinowski. W latach 2021–2023 prezesem był Janusz Waldemar Maksymowicz. Obecnie prezesem jest płk dr Czesław Lewandowski.
Władzami naczelnymi Związku są:
- odbywający się co cztery lata Kongres,
- Zarząd Główny,
- Główna Komisja Rewizyjna,
- Główny Sąd Koleżeński.

Bieżącą działalnością Związku kieruje 23-osobowy Zarząd Główny i 8-osobowe Prezydium. Aktualnie na terenie kraju Zarządowi Głównemu podlega 27 Zarządów, w tym 16 Zarządów Wojewódzkich i 11 Zarządów Okręgowych oraz 1004 koła terenowe (stan na 31.12.2018).
Zarząd Główny Związku wydaje od 2001 miesięcznik „Polsce Wierni”.

## Środowiska ZKRPiBWP
ZKRPiBWP skupia (skupiał) kilkanaście autonomicznych środowisk kombatanckich:
- żołnierzy Wojska Polskiego,
- żołnierzy Września 1939 r.,
- żołnierzy Polskich Sił Zbrojnych na Zachodzie,
- żołnierzy Armii Krajowej,
- żołnierzy Batalionów Chłopskich,
- żołnierzy Armii Ludowej,
- żołnierzy Polaków wcielonych do jednostek Armii Czerwonej,
- żołnierzy Polskich Oddziałów Samoobrony z południowo-wschodnich Kresów II RP (tzw. Istriebitielnych Batalionów),
- najmłodszych kombatantów – żołnierzy „Synów Pułku”,
- uczestników tajnego nauczania,
- byłych więźniów politycznych i obozów koncentracyjnych,
- Dąbrowszczaków,
- żołnierzy 1920 roku.
- żołnierzy Misji Pokojowych ONZ.

## Odznaka „Za Zasługi dla Związku Kombatantów RP i Byłych Więźniów Politycznych”
Odznaczenie ustanowione na I Kongresie ZKRPiBWP w Warszawie.
Oznakę stanowi złocony krzyż patee (43x43 mm) między ramionami którego znajduje się złocony wieniec, w górnej części symbolizujący drut kolczasty, w dolnej – gałązki dębowe. Ramiona krzyża pokrywa granatowa emalia. Pośrodku krzyża okrągła czerwono emaliowana tarcza z nałożonym srebrnym orłem, wokół której biało emaliowana obwódka z napisem „Za Zasługi dla ZKRPiBWP”.  Krzyż noszony jest na wstążce o szerokości 38 mm z szerokim paskiem pionowym w kolorze ciemnoniebieskim (14 mm), po bokach ułożone są odśrodkowo paski: biały (3 mm), czerwony (6 mm), biały (2 mm) i na samym brzegu pasek ciemnozielony (1 mm).
Projektantem odznaczenia jest kmdr Henryk Leopold Kalinowski.